# Oxacme marginata
Oxacme marginata là một loài bướm đêm thuộc phân họ Arctiinae, họ Erebidae.